# У 26-го не стріляти
«У 26-го не стріляти» — радянський художній фільм режисера Равіля Батирова, знятий за романом «Фенікс» Едуарда Арбєнова і Льва Ніколаєва, на кіностудії «Узбекфільм» в 1966 році. Прем'єра фільму відбулася 2 червня 1967 року. Один з найбільш популярних радянських фільмів 1960-х років про розвідників. Лідер радянського прокату 1967 року: 32 мільйони 900 тисяч глядачів.

## Сюжет
1943 рік, Берлін. Радянський розвідник видає себе за Саїда Ісламбека, племінника недавно померлого лідера Туркестанської еміграції М. Шокая. Користуючись відомчими розбіжностями, йому вдається стати інструктором секретної розвідшколи і повідомити радянському командуванню про терміни і місце висадки диверсійних груп. За допомогою своєї добровільної помічниці Надії в руки Ісламбека потрапляють секретні документи про підготовку великої операції. Розвідка противника підозрює наявність агента серед перебіжчиків. Надія (побоюючись переслідування) накладає на себе руки, викинувшись з вікна. Щоб пустити ворога по помилковому сліду, Саїд Ісламбек змушений піти на самовикриття, що в підсумку коштувало йому життя.

## У ролях
- Туган Реджиметов — Саїд Ісламбек
- Світлана Норбаєва — Надія
- Олександр Попов — Олішер
- Каарел Карм — Дітріх
- Ігор Класс — Брехт
- Ада Лундвер — Рут
- Джавлон Хамраєв — Анвар
- Харій Лієпіньш — Берг
- Улдіс Думпіс — резидент
- Стяпонас Космаускас — Гундт, начальник диверсійної школи
- Імантс Кренберг — епізод
- Валентінс Скулме — гестапівець на допиті
- А. Акабіров — президент Туркестанського комітету

## Знімальна група
- Автори сценарію: Едуард Арбєнов,  Лев Ніколаєв,  Равіль Батиров
- Режисер-постановник:  Равіль Батиров
- Оператор: Трайко Ефтимовський
- Композитор: Руміль Вільданов
- Художник:  Вадим Добрін